# Birmingham Challenger 1999
Il Birmingham Challenger 1999 è stato un torneo di tennis facente parte della categoria ATP Challenger Series nell'ambito dell'ATP Challenger Series 1999. Il torneo si è giocato a Birmingham negli Stati Uniti dal 10 al 16 maggio 1999 su campi in terra verde.

## Vincitori

### Singolare
Francisco Costa ha battuto in finale  Martín Rodríguez con il punteggio di 6–7, 7–6, 6–3

### Doppio
Mike Bryan /  Bob Bryan hanno battuto in finale  Geoff Grant /  T. J. Middleton con il punteggio di 7–5, 6–3